# Larario
El larario era un pequeño altar sagrado de la antigua vivienda romana (domus), donde se realizaban las ofrendas y oraciones a los dioses o espíritus guardianes del hogar (lares). En las viviendas de los patricios, el larario se situaba por lo general en el atrio (patio principal de las viviendas romanas). En las casas más humildes, que no disponían de atrio, el larario se situaba más a menudo en la cocina, cerca del fuego central. En las viviendas, también podía haber más de un larario, tanto en las habitaciones interiores, como en el exterior de la misma.

## Variedad de formas

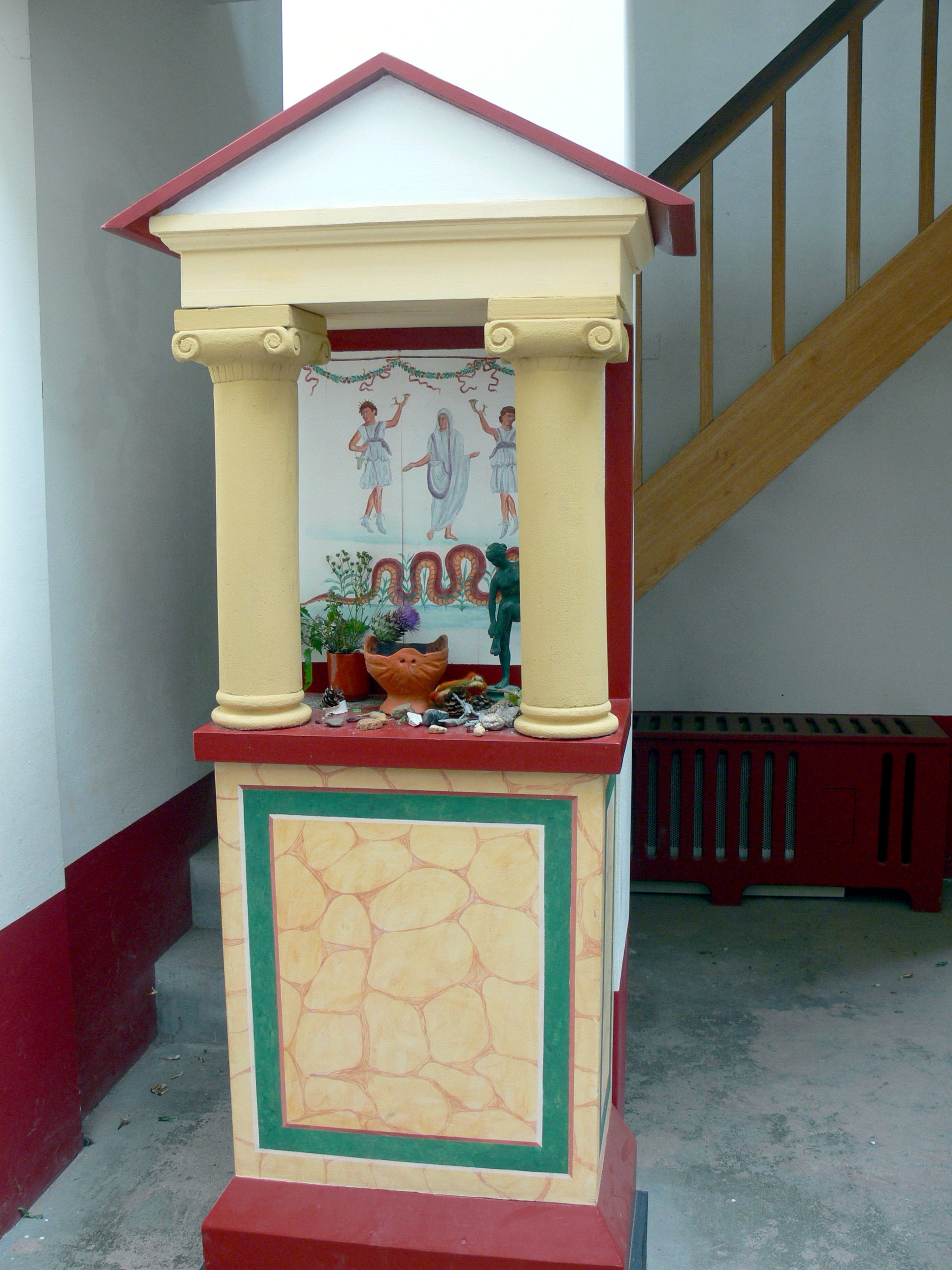
Reconstrucción de un larario.

Sus formas variaban en función de los hogares, pudiendo estar recubiertos de mármol tallado, llegando a parecer un pequeño templo en miniatura, mientras que en otras viviendas, podía ser simplemente un habitáculo de madera o un estante en la pared, pero siempre debía contener pinturas o estatuillas de los espíritus protectores de la familia (lares).

## Uso
En él se rendía culto a los antepasados y cada familia tenía sus dioses específicos a los que les debía hacer ritos diarios y diversas ofrendas. Si no se realizaban estas ofrendas, los dueños de la casa se exponían a diversas desgracias, según sus creencias. En él también se guardaban diversas reliquias de la familia.

## Utensilios
- Acerra: contenedor para el incienso.
- Salinum: contenedor para la sal.
- Gutus: contenedores para la leche o el vino.
- Patera: plato para las ofrendas.
- Incienso: ofrenda a los dioses.
- Turibulum: quemador de incienso.
- Lucerna: lámpara sagrada.